# Reglementerad prostitution

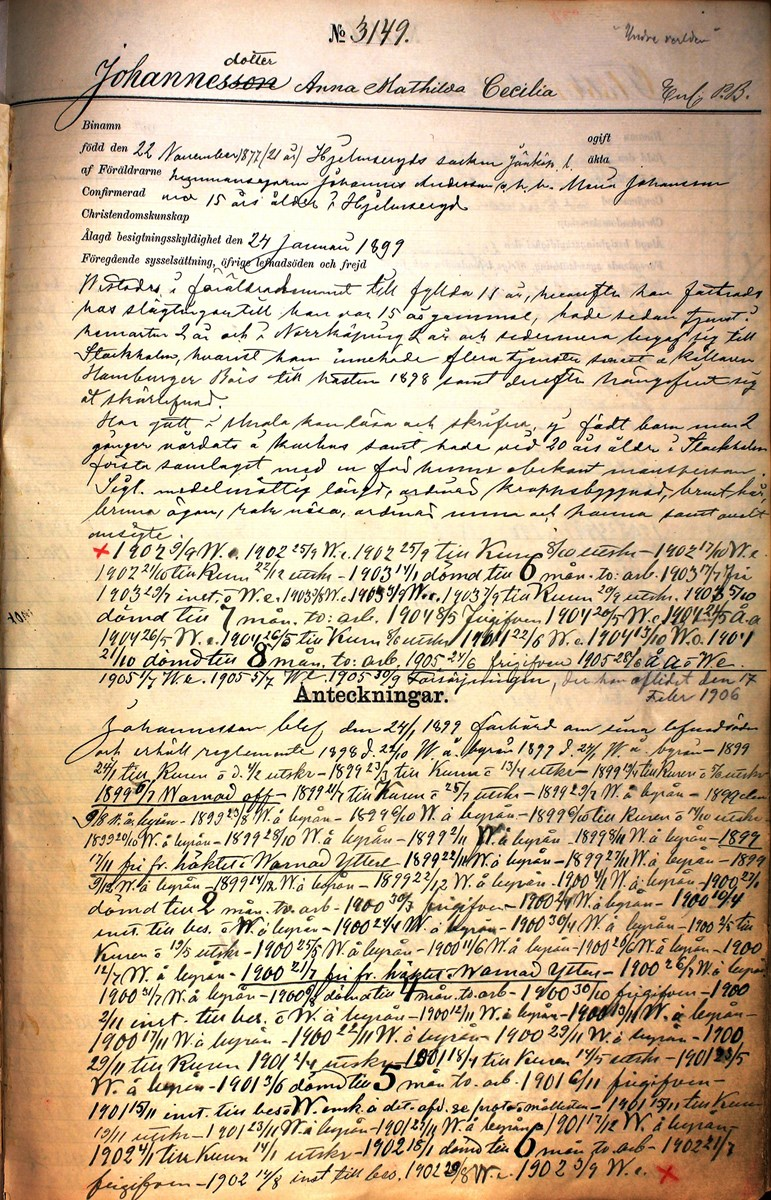
Anna Johannesdotter - nummer 3149 i Prostitutionsbyråns rullor

Reglementerad prostitution var under 1800-talet ett reglementeringssystem för prostituerade med syfte att minska den pågående spridningen av veneriska sjukdomar genom registrering och regelbundna tvångsundersökningar av prostituterade.
Ett flertal länder hade under 1800-talet reglementeringssystem, bland annat det Tyska kejsardömet, Ryssland, Frankrike samt Storbritannien. Reglementerad prostitution infördes även i Sverige under 1800-talet. Systemet med reglementerad prostitution härstammade från Napoleon I:s Frankrike, som sedan var förebild för detta system i andra länder. Det ifrågasattes av kvinnorörelsen och andra aktivister som ett system som placerade skulden för könssjukdomar enbart på sexarbetare, och som hycklande då det i praktiken tolererade prostistution även i länder när det annars formellt var förbjudet, och avskaffades under första hälften av 1900-talet. 

## Historik
Se även: Kvinnor under den viktorianska tiden#Den viktorianska sexualmoralen
Under 1800-talet fanns det en allmän syn på prostitution i västvärlden som ett "nödvändigt ont", som byggde på den sexuella dubbelmoralen kring mäns och kvinnors sexualitet. Kvinnor ansågs ha mycket svag eller ingen sexualdrift, och det var inte accepterat för kvinnor att ha sexuellt umgänge utanför äktenskapet. Män ansågs däremot ha en hög sexualdrift, och det ansågs oundvikligt att män alltid skulle söka utlopp för sina sexuella behov, oavsett om de var gifta eller ogifta. Läkarvetenskapen ansåg till och med att sex var ett medicinskt behov för män, och friska män bedömdes behöva uppsöka prostituerade för att behålla hälsan.
Den skilda synen på mäns och kvinnors sexualitet gjorde att prostituerade kvinnor ansågs nödvändiga för att skydda icke prostituerade kvinnor från att bli våldtagna av män, eftersom det ändå inte gick att hindra män från samlag.  Under 1800-talet var prostitution ofta formellt förbjudet, men i praktiken accepterad i de flesta västländer, och en följd av detta var den så kallade reglementerade prostitutionen, där prostituerade kvinnor registrerades och regelbundet utsattes för tvångsundersökningar för sexuella sjukdomar.
Den reglementerade prostitutionen infördes i flertalet västländer under 1800-talet, men möttes med motstånd av den framväxande kvinnorörelsen, vilket ledde till dess avskaffande under 1900-talet.

## Efter land

### Reglementering i Danmark
Från 1815 infördes systemet med reglementerade prostitution i Köpenhamn av stadens myndigheter, där kvinnor som greps för prostitution tvingades registrera sig på en polisövervakad bordell och underkasta sig regelbundna tvångsundersökningar för sexuellt överförbara sjukdomar.  Denna verksamhet var först inofficiell eftersom prostitution var formellt förbjuden, men blev formellt reglerad 1863, och infördes i lagen 1874. 
Den stora sedlighetsskandalen i Köpenhamn 1895, där sedlighetspolisen visade sig vara korrupt och ha fungerat som hallickar och ha sexuellt utnyttjat prostituerade, ledde till en allmän motvilja mot systemet och en kommission tillsattes som gjorde hallick- och bordellverksamhet straffbart och överförde makten från polisen till domstolen.
Foreningen imod Lovbeskyttelse for Usædelighed och kvinnorörelsen protesterade mot den reglementerade prostitutionen, vilket ledde till att bordellverksamhet förbjöds 1901, och den reglementerade prostitutionen 1906.

### Reglementering i Finland
Det reglementerade prostitutionssystemet infördes i Finland genom grundandet av en besiktningsbyrå vid Helsingfors polisinrättning 1847. Systemet ogillades av samhällsreformister. Federationen grundades 1880 för att motarbeta systemet och drev en framgångsrikt kampanj. Den nya författningen om veneriska sjukdomar 1894 och det nya reglementet 1896 sågs som en framgång. När nya instruktioner 1907 flyttade ansvaret för de veneriska besiktningarna från polisen till hälsovårdsmyndigheterna definierade myndigheterna den reglementerade prostitutionen för avskaffad.

### Reglementering i Frankrike
Kejsar Napoleon I införde 1804 en lag som kom att bli förebilden för reglementerad prostitution i hela västvärlden. Prostitution avkriminaliserades om den utövades under kontrollerade former, så som på en av staten godkänd bordell (kallad "maisons de tolérance"), och de prostituerade (definierade som kvinnor som upprepade gånger blivit arresterade för prostitution) underkastades registrering och regelbundna tvångsundersökningar för sexuellt överförbara sjukdomar.   Den franska modellen fick efterföljare i flera länder. 
Den reglementerade prostitutionen avskaffades efter en kampanj av Marthe Richard 1946: det innebar att registreringen, bordellerna, tvångsundersökningarna och hallickverksamheten förbjöds, men prostitution som sådan var fortsatt laglig. Straffet för hallickverksamhet skärptes 1994. 

### Reglementering i Italien
Den reglementerade prostitutionen, Regolamentazione, med lagliga bordeller och regelbundna tvångsundersökningar av registrerade prostituerade, infördes i Italien efter fransk modell vid tidpunkten för Italiens enande år 1860.  Det fanns anvisningar om var bordellerna fick ligga, och de tvingades alltid ha fördragna fönsterluckor. De anställda underkastades regelbundna tvångsundersökningar på särskilda sjukhus. Tvångssystemet uppfattades som förtryckande av de prostituerade och som ett tecken på sexuell dubbelmoral av kvinnorörelsen och reformister försökte utan framgång upprepade gånger få den avskaffad. 
År 1958 avskaffades den reglementerade prostitutionen genom Legge Merlin på initiativ av socialistpartiet.

### Reglementering i Norge
Genom en generell lagparagraf i Sunnhetsloven år 1860 infördes en skyldighet hos den lokala hälsovårdsnämnden på kommunal nivå att hantera spridningen av könssjukdomar lokalt. Detta resulterade i att systemet med reglementerad prostitution infördes på lokal nivå i Norges tre största städer, känd under termen prostitutionskontrollen. Systemet möttes med stort ogillande i den allmänna opinionen. 
I Kristiania (Oslo) avskaffades prostitutionskontrollen 1888, då ansvaret för att hindra spridning av könssjukdomar överfördes från polisen till hälsovårdsnämnderna, vars system för förebyggande baserat på smittspårning och åtgärder formellt var riktade mot hela befolkningen. I Bergen upprätthölls däremot prostitutionskontrollen
fram till 1909.

### Reglementering i Ryssland
Den 6 oktober 1843 infördes reglementerad prostitution i Ryssland, där prostitution tolererades på villkor att de prostituerade underkastade sig registrering och regelbundna tvångsundersökningar för sexuellt överförbara sjukdomar. Registrerade prostituerade fråntogs sina pass och mottog istället särskilda pass som utpekade dem som prostituerade, kallade "Gula kortet".
Prostitution kriminaliserades i Ryssland efter ryska revolutionen 1917.

### Reglementering i Storbritannien
Genom Contagious Diseases Acts rådde ett system med reglementerad prostitution i Storbritannien mellan 1864 och 1886, där prostituerade underkastades registrering och regelbundna tvångsundersökningar för sexuellt överförbara sjukdomar. 
Denna reglementering bekämpades av kvinnorörelsen. År 1869 bildades The Ladies National Association i England och något år därefter bildades British and Continental Federation for the Abolition of Prostitution för att motarbeta Contagious Diseases Acts. De gick samman under Josephine Butlers ordförandeskap. Efter en hård kampanj lyckades denna rörelse slutligen stoppa systemet 1889. Kampanjen kom att bli internationell och sprida sig från Storbritannien till övriga Västvärlden.

### Reglementering i Sverige

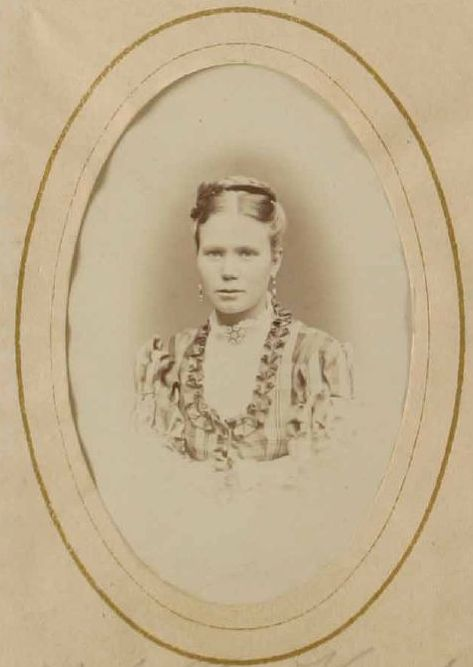
Kvinna inskriven vid Prostitutionsbyrån i Stockholm mellan 1863 och 1881.

Före 1800-talet existerade inget uttryckligt förbud mot prostitution som sådant i Sverige, däremot var sex utanför äktenskapet förbjudet oavsett om det var frågan om prostitution eller inte, och bestraffades med antingen böter eller kroppsstraff inom kyrkoplikten, en lag som drabbade både de som sålde eller köpte sex. 
I 1700-talets Stockholm misstänktes kaffehus, som drevs av före detta älskarinnor till rika män, ofta för att vara maskerade bordeller, och det förekom att pigorna på sådana etablissemang, liksom på krogar och värdshus, ibland utsattes för medicinska tvångsundersökningar för att förhindra spridningen av könssjukdomar, men detta skedde då utan stöd av någon specifik lag.

#### 1812-1838
I början av 1800-talet började nya lagar ta form då myndigheterna började oroa sig spridning av de obotliga könssjukdomarna syfilis och schanker samt gonorré, som även den var obotlig då antibiotikan och penicillinet ännu inte fanns.
1812 års cirkulär krävde inspektioner av människorna i de lägre samhällsklasserna. Lagen var en tydlig klasslag då könssjukdomar förknippades med underklassen. Både män och kvinnor inspekterades, men speciellt pigor, värdshuspigor samt de som sålde egna varor på marknaden som kaffekokerskor och cigarrförsäljerskor.  Även de män och kvinnor som hade yrken där det krävdes att resa runt i Sverige inspekterades. 
Fram till år 1860 krävdes inrikes pass för resande inom landet, och för att få resa behövde den resande i samband med pass intyga med ett sundhetsbevis. Detta visade att denna genomgått en undersökning och blivit friskförklarad av läkare. Hade den resande inte sundhetsbevis kunde den få reseförbud samt tvingas till vård, detta för att inte sprida runt någon sjukdom. De som utförde dessa inspektioner var i första hand provinsläkare, fjärdingsmän, landshövdingar och präster. 
Fram till 1818 utförde även polisen razzior på olika näringsställen där större grupper kvinnor, ofta pigor, undersöktes av stadsläkare. Dessa kvinnor antecknades inte vid namn i polisens diarium utan vid nummer.

#### London och Stadt Hamburg
Som en lösning på problemet av de alltmer spridda könssjukdomarna startade myndigheterna 1838 två kommunala bordeller i Stockholm: Stadt Hamburg på Järntorget och London på Skeppsbron. Där var tanken att friska kvinnor skulle prostituera sig till friska män och att de regelbundet kunde inspekteras och undersökas av fattigläkare. Kaffehus hade liksom cigarettaffärer ryktet att de bedrev prostitution med anställda. Detta år (1838) fick då två kaffehus semiofficiella tillstånd att ”hålla hus” vilket på den tiden menades prostitution.

#### Reglementeringen 1847-1918
År 1847 infördes medicinsk reglementering som påstods handla om smittrisk och smittskydd. Kvinnor som sålde sex eller troddes sälja sex blev då inskrivna i besiktningsbyrå där de regelbundet tvingades genomgå gynekologundersökningar. Om en kvinna var smittad hamnade hon på kurhus.
År 1859 infördes även prostitutionsreglementering som varade fram till 1918. Den reglerade var de prostituerade fick befinna sig, vilka gator de fick gå på, bland vilka de fick föra sig samt var de fick bo.
År 1864 avkriminaliserades utomäktenskapliga sexuella umgängen.
År 1869 bildades The Ladies National Association i England och något år därefter bildades British and Continental Federation for the Abolition of Prostitution för att motarbeta Contagious Diseases Acts. De gick samman under Josephine Butlers ordförandeskap. En underavdelning till den organisationen blev den Svenska organisationen ”Den brittiska, kontinentala och allmänna federationens svenska avdelning” som enbart kallades ”federationen”. Den försökte år 1875 etablera sig i Sverige. Reglementeringens internationella avskaffande skulle uppnås genom att skapa lokalavdelningar i andra länder och man försökte då etablera en avdelning i Sverige. Men detta gick inte att genomföra förrän 1878 då Svenska Federationen bildades. Federationens mål var att avskaffa den reglementerade prostitutionen. Federationen arbetade främst i Stockholms men försökte även sprida verksamheten utanför huvudstaden. 
1903 försökte man utreda andra sätt att stoppa spridningen av de veneriska sjukdomarna än reglementeringen, därför lades en motion i Andra kammaren i riksdagen. Det året tillsattes även en kunglig kommitté för att utarbeta förslagen på ersättandet av reglementeringen och 1910 hade de slutfört sitt uppdrag. Sveriges reglementering kom att upphöra i samband med Lex Veneris (lag om åtgärder mot spridning av smittosamma könssjukdomar) år 1918 och därmed upphörde även federationen.